# Aug-Radisch
Aug-Radisch is een voormalige gemeente in de Oostenrijkse deelstaat Stiermarken, bestaande uit de plaatsen (Ortschaften) Aug en Radisch. Ze telde in 2014 280 inwoners en lag tot 2013 in het district Feldbach en vervolgens in Südoststeiermark. In 2015 ging ze bij een herindeling op in de gemeente Gnas. 
Bad Gleichenberg · Bad Radkersburg · Deutsch Goritz · Edelsbach bei Feldbach · Eichkögl · Fehring · Feldbach · Gnas · Halbenrain · Jagerberg · Kapfenstein · Kirchbach-Zerlach · Kirchberg an der Raab · Klöch · Mettersdorf am Saßbach · Mureck · Paldau · Pirching am Traubenberg · Riegersburg · Sankt Anna am Aigen · Sankt Peter am Ottersbach · Sankt Stefan im Rosental · Straden · Tieschen · Unterlamm
- Gemeinsame Normdatei: 1065205457
- Virtual International Authority File: 313429563